# キャベツ白書〜春編〜
「キャベツ白書〜春編〜」（キャベツはくしょ はるへん）は、ピーベリーのメジャー1枚目、通算2枚目のシングル。2013年2月27日に発売された。

## 概要
- 表題曲は、2012年11月にインディーズでリリースされた「キャベツ白書」と同一楽曲だが、バックトラックのアレンジが変更され、ヴォーカルも和田彩花と鞘師里保のパート割変更、ハーモニーパートの追加などが行われている。また、1番と2番の間奏に唱歌「故郷」が挿入されており、このパートはミュージック・ビデオにおばあちゃん役で出演している細川佳代子が歌唱している[2][3][4][5]。
- 表題曲のイントロには、モーツァルトの「ピアノ・ソナタ第15番（ハ長調 K.545） 第1楽章」（著作権は消滅済み）の主題の一部が引用されている[注釈 1]。
- 初回生産限定盤A・B・C、通常盤4形態で発売。初回生産限定盤A・Bには、DVDが同梱されている。全ての初回生産限定盤にはイベント抽選シリアルナンバーカードが封入されている。
- このCDの売り上げの一部は細川佳代子が理事長を務める「NPO法人勇気の翼インクルージョン2015」に寄付される[注釈 2]。

## 収録曲
1. キャベツ白書〜春編〜 [5:19]
  - 作詞・作曲：角田崇徳、編曲: 上杉洋史

（唱歌「故郷」作詞：高野辰之、作曲：岡野貞一、歌唱：細川佳代子）
引用「ピアノ・ソナタ第15番（ハ長調 K.545） 第1楽章」作曲：WOLFGANG AMADEUS MOZALT
2. 虹のせせらぎ [4:39]
  - 作詞: 三浦徳子、作曲・編曲:MEG.ME
3. キャベツ白書〜春編〜(Instrumental)

初回生産限定盤A付属DVD
1. キャベツ白書〜春編〜（MUSIC VIDEO）
2. キャベツ白書〜春編〜（Another Ver.）
3. キャンドル作りに挑戦!!

初回生産限定盤B付属DVD
1. キャベツ白書〜春編〜（MUSIC VIDEO）
2. キャベツ白書〜春編〜（Close-up Ver.）
3. ジャケット&MUSIC VIDEO撮影メイキング